# Reacción concertada
En química, una reacción concertada es una reacción química en la que simultáneamente, en un único paso, se producen la rotura y formación de enlaces. Por tanto se produce el paso directo de reactivos a productos sin que se vean implicados intermedios de reacción a través de un estado de transición.
Ejemplos de reacciones concertadas:
- Reacción pericíclica como por ejemplo:
  - Reacción de Diels-Alder.
  - Reacción sigmatrópica.
- Reacción SN2.
- Hidroboración.